# بي. جاي بن
بي. جاي بن (بالإنجليزية: B. J. Penn)‏ هو طيار بحري في الولايات المتحدة ‏ أمريكي، ولد في 2 أبريل 1938 في بيرو في الولايات المتحدة.